# Città di Karratha
La città di Karratha è una delle quattro Local Government Areas che si trovano nella regione di Pilbara, in Australia Occidentale. Essa era precedentemente conosciuta col nome di Contea di Roeburne, ma venne rinominata in data 1º luglio 2014 in seguito al riconoscimento di Karratha come città da parte del governo centrale.
Essa si estende su di una superficie di circa 15.197 chilometri quadrati ed ha una popolazione di 16.423 abitanti.
La sede del Governo si trova a Karratha.